# Plectosphaera spartii
Plectosphaera spartii är en svampart som beskrevs av E. Müll. 1957. Plectosphaera spartii ingår i släktet Plectosphaera och familjen Phyllachoraceae.   Inga underarter finns listade i Catalogue of Life.